# Lịch sử hành chính Long An
Long An là một tỉnh thuộc đồng bằng sông Cửu Long, miền Nam Việt Nam.

## Thời cổ đại
Long An là một trong những địa bàn của Nam Bộ từ lâu đã có cư dân sinh sống. Các nhà khảo cổ đã tìm thấy ở An Sơn, đông bắc tỉnh này các di chỉ hậu kỳ đồ đá mới cách đây 3.000 năm và Rạch Núi đông nam tỉnh di chỉ đồ sắt cách đây 2.700 năm. Đáng chú ý là trên địa bàn Long An có tới 100 di tích văn hóa Óc Eo với 12.000 hiện vật, đặc biệt là quần thể Cụm di tích Bình Tả. Đây là quần thể di tích văn hoá Óc Eo - văn hoá Phù Nam có niên đại từ thế kỷ thứ 1 đến thế kỷ thứ 7. Quần thể di tích Bình Tả cho thấy vào thời cổ đại, vùng đất Long An ngày nay đã từng là trung tâm chính trị, văn hoá và tôn giáo của Nhà nước Phù Nam - Chân Lạp. Ngoài các khu di tích lịch sử văn hoá kể trên, Long An còn có 40 di tích lịch sử cách mạng và nhiều công trình kiến trúc cổ khác.

## Dưới thời vua chúa nhà Nguyễn
Đầu thế kỷ XVII, đất Long An thuộc Chân Lạp. Năm 1620, chúa Nguyễn Phúc Nguyên gả công chúa Ngọc Vạn cho vua Chân Lạp, cư dân người Việt bắt đầu có mặt ở vùng đất mới phương Nam. Qua một thời gian dài, địa bàn khai phá được mở rộng hơn và ngày càng có những thay đổi đáng kể về diện mạo
Năm 1698, khi Lễ thành hầu Nguyễn Hữu Cảnh vào kinh lược, toàn bộ vùng đất mới phương Nam được đặt thành phủ Gia Định. Lúc bấy giờ địa bàn Long An ngày nay trực thuộc tổng Thuận An, huyện Tân Bình, dinh Phiên Trấn, phủ Gia Định
Theo Gia Định thành thông chí, năm 1705, Thống suất Nguyễn Cửu Vân - tướng của chúa Nguyễn - sau khi giúp vua Chân Lạp đánh bại quân Xiêm đã cho đóng quân tại Vũng Gù (vùng chợ Tân An ngày nay) và cho đào kênh, lập đồn điền, xây đồn lũy phòng vệ. Đến cuối thế kỷ XVIII, vùng đất này trở nên trù phú, dân cư đông đúc
Năm 1802, vua Gia Long đổi phủ Gia Định làm trấn Gia Định.
Năm 1808 lại đổi làm thành Gia Định thống quản 5 trấn là Phiên An, Biên Hoà, Vĩnh Thanh, Định Tường và Hà Tiên. Huyện Tân Bình được nâng lên thành phủ thuộc trấn Phiên An. Huyện Tân Bình quản 4 huyện (trước đây là tổng được thăng lên làm huyện): Bình Dương, Tân Long, Thuận An, Phước Lộc.
Năm 1832, vua Minh Mạng cải 5 trấn của thành Gia Định thành 6 tỉnh: Phiên An, Biên Hòa, Định Tường, Vĩnh Long, An Giang, Hà Tiên. Các huyện Thuận An và Phước Lộc của phủ Tân Bình được tách ra, lập thành phủ mới lấy tên là Tân An thuộc tỉnh Phiên An, Các huyện Bình Dương và Tân Long vẫn thuộc Phủ Tân Bình.
Năm 1833, Lê Văn Khôi khởi nghĩa, chiếm tỉnh Phiên An
Năm 1836, sau khi dẹp được Lê Văn Khôi và thu phục lại thành Gia Định thì Minh Mạng đã cho phá bỏ thành cũ, xây thành mới ở nơi khác, đổi tên tỉnh Phiên An thành tỉnh Gia Định gồm 3 phủ Tân Bình, Tân An và Tây Ninh. Khi đó, tỉnh Gia Định bao trùm cả một vùng đất rộng lớn ngày nay thuộc Thành phố Hồ Chí Minh, tỉnh Tây Ninh, tỉnh Long An và tỉnh Svay Rieng của Campuchia

## ThờiPháp thuộc(1859-1900)
Với Hoà ước Nhâm Tuất (1862), triều đình Huế nhượng hẳn 3 tỉnh Biên Hòa, Gia Định, Định Tường cho thực dân Pháp. Chính quyền thực dân Pháp chia 3 tỉnh này thành 13 thành các hạt thanh tra (inspection), do các viên chức Pháp ngạch thanh tra các công việc bản xứ (inspecteur des affaires indigeânes) đứng đầu, nhưng tạm thời vẫn giữ cơ cấu phủ huyện cũ.

### TỉnhTân An
Ngày 9 tháng 11 năm 1864, thực dân Pháp thành lập các khu thanh tra sau trên địa bàn phủ Tân An cũ:
- Khu thanh tra Tân An: thành lập trên địa bàn hai huyện Cửu An và Tân Thạnh của phủ Tân An;
- Khu thanh tra Phước Lộc: thành lập trên địa bàn huyện Phước Lộc của phủ Tân An, sau đổi tên là khu thanh tra Cần Giuộc vào ngày 16 tháng 8 năm 1867, rồi giải thế nhập vào khu thanh tra Chợ Lớn và khu thanh tra Tân An vào ngày 5 tháng 6 năm 1871;
- Khu thanh tra Tân Hoà: thành lập trên địa bàn huyện Tân Hoà của phủ Tân An, sau đổi tên là khu thanh tra Gò Công ngày 16 tháng 8 năm 1867.

Sau khi chiếm được toàn bộ Nam Kỳ, năm 1868, chính quyền thực dân Pháp bãi bỏ các đơn vị hành chính phủ, huyện, phân chia lại toàn bộ cõi Nam Kỳ. Các hạt thanh tra về sau cũng được đổi thành hạt tham biện (arrondissement), do các Chánh tham biện (administrateur) người Pháp đứng đầu. Tuy vậy, chính quyền thực dân Pháp vẫn giữ lại cơ cấu hành chính cấp thấp như tổng, xã thôn.
Năm 1863, phủ lỵ Tân An được dời từ thôn Bình Khuê về thôn Nhơn Thạnh (nay là thuộc địa bàn phường 5, thành phố Tân An)
Năm 1865, phủ Tân An đổi thành hạt Tân An. Năm 1869, lỵ sở của hạt chuyển về thôn Bình Lập (thôn này được vua Tự Đức ban sắc phong vào năm 1852).
Theo Nghị định ngày 20 tháng 12 năm 1899 của Toàn quyền Đông Dương đổi tất cả các hạt tham biện thành tỉnh thì từ ngày 1 tháng 1 năm 1900 hạt tham biện Tân An trở thành tỉnh Tân An. Tỉnh lỵ Tân An đặt tại làng Bình Lập thuộc quận Châu Thành.
Từ thập niên 1920, thành lập quận Châu Thành.
Ngày 15 tháng 5 năm 1917, thành lập quận Mộc Hóa.
Ngày 14 tháng 2 năm 1922, thành lập quận Thủ Thừa.
Ngày 20 tháng 11 năm 1952, thành lập quận Tân Trụ do tách ra từ quận Thủ Thừa.
Như vậy, đến năm 1954, tỉnh Tân An gồm 4 quận: Châu Thành, Mộc Hóa, Tân Trụ, Thủ Thừa.

### TỉnhChợ Lớn
Trên địa bàn tỉnh Gia Định (đến ngày 16 tháng 8 năm 1867 đổi tên thành tỉnh Sài Gòn), chính quyền Pháp thành lập các đơn vị hành chính trực thuộc, trong đó có thành phố Sài Gòn, thành phố Chợ Lớn, hạt thanh tra Sài Gòn và hạt thanh tra Chợ Lớn. Bên dưới các hạt thanh tra tại Nam Kỳ chia thành tổng (canton), tổng chia thành thôn (village).
Hạt thanh tra Chợ Lớn thành lập từ ngày 16 tháng 8 năm 1867 theo nghị định của Thống đốc Nam Kỳ, trên địa bàn của huyện Tân Long thuộc phủ Tân Bình, tỉnh Sài Gòn; có năm tổng: Tân Phong Trung, Tân Phong Hạ, Long Hưng Thượng, Long Hưng Trung, Long Hưng Hạ; với tổng số 83 thôn; dân số năm 1870 là 70.522 người.
Ngày 5 tháng 6 năm 1871, hạt thanh tra Chợ Lớn đổi tên thành hạt tham biện Chợ Lớn (l'arrondissement de Cholon); đồng thời nhận thêm sáu tổng là Phước Điền Thượng, Phước Điền Trung, Phước Điền Hạ, Lộc Thành Thượng, Lộc Thành Trung, Lộc Thành Hạ của hạt thanh tra Cần Giuộc giải thể, tổng Cầu An Hạ của hạt thanh tra Trảng Bàng giải thể và một phần tổng Cửu Cư Thượng của hạt thanh tra Tân An.
Ngày 24 tháng 8 năm 1876, hạt Sài Gòn đổi tên thành hạt Bình Hoà. Ngày 16 tháng 12 năm 1885, hạt Bình Hoà đổi tên thành hạt Gia Định theo quyết định của Thống đốc Nam Kỳ.
Ngày 16 tháng 1 năm 1877, hạt Chợ Lớn trả lại tổng Cửu Cư Thượng cho hạt Tân An.
Đến ngày 24 tháng 2 năm 1885, hạt Chợ Lớn nhận thêm tổng Dương Hoà Trung từ hạt Sài Gòn; ngày 12 tháng 1 năm 1888 nhận thêm tổng Dương Minh từ hạt Hai Mươi giải thể.
Ngày 2 tháng 5 năm 1888, giải thể hai tổng: Dương Hoà Trung và Tân Phong Trung; các làng trực thuộc nhập vào tổng Dương Minh và tổng Long Hưng Thượng.
Theo Nghị định ngày 20 tháng 12 năm 1899 của Toàn quyền Đông Dương đổi tất cả các hạt tham biện (arrondissement) thành tỉnh (province) thì từ ngày 1 tháng 1 năm 1900, hạt tham biện Chợ Lớn trở thành tỉnh Chợ Lớn (province de Cholon). Tuy tỉnh Chợ Lớn là đơn vị hành chính riêng biệt với thành phố Chợ Lớn, nhưng tỉnh lỵ vẫn đặt chung trong thành phố Chợ Lớn (ville de Cholon). Vì lý do này mà trong nhiều thời kỳ vị Thị trưởng Chợ Lớn kiêm nhiệm luôn chức vụ Chủ tỉnh Chợ Lớn. Như vậy, Chợ Lớn là một trong 20 tỉnh ở Nam Kỳ lúc bấy giờ.
Ngày 7 tháng 12 năm 1901, chia tách tổng Cầu An Hạ, lập mới tổng Cầu An Thượng.
Ngày 31 tháng 12 năm 1907, giải thể tổng Dương Minh; các làng trực thuộc nhập vào tổng Tân Phong Hạ và thành phố Sài Gòn.
Năm 1909, thực dân Pháp lần lượt thiết lập các Sở đại lý (tương đương cấp quận) trực thuộc tỉnh Chợ Lớn. Tên gọi các Sở đại lý được lấy theo tên gọi nơi đặt lỵ sở lúc bấy giờ. Từ năm 1928, các Sở đại lý đều được gọi chung là quận.
Năm 1913, thành lập Sở đại lý Đức Hòa.
Năm 1918, thành lập Sở đại lý Châu Thành, sau được đổi tên là quận Trung Quận (từ năm 1930), quận Gò Đen (từ năm 1947).
Trong đó có các Sở đại lý Cần Giuộc và Rạch Kiến. Riêng Sở đại lý Đức Hoà được thành lập từ năm 1913. Năm 1923, do lỵ sở dời từ Rạch Kiến về Cần Đước, Sở đại lý Rạch Kiến lại đổi tên thành Sở đại lý Cần Đước.
Quận Châu Thành thuộc tỉnh Chợ Lớn (đơn vị hành chính riêng biệt với thành phố Chợ Lớn) được thành lập vào năm 1918 với lỵ sở (quận lỵ) đặt chung trong thành phố Chợ Lớn, đến năm 1930 đổi tên thành quận Trung Quận hay còn gọi là quận Trung ương. Từ ngày 04 tháng 2 năm 1947, lại đổi thành quận Gò Đen, do quận lỵ dời về thị tứ mang tên này, vốn thuộc địa bàn làng Phước Lợi (tuy nhiên tên gọi quận Trung Quận vẫn thông dụng hơn). Quận Gò Đen có bốn tổng: Tân Phong Hạ, Long Hưng Thượng, Long Hưng Trung và Long Hưng Hạ.
Năm 1930, tỉnh Chợ Lớn có dân số 227.588 người, bao gồm bốn quận trực thuộc:
- Quận Cần Đước gồm ba tổng Lộc Thành Thượng, Lộc Thành Trung và Lộc Thành Hạ. Quận lỵ: Cần Đước (thuộc làng Tân Lân)
- Quận Cần Giuộc gồm ba tổng: Phước Điền Thượng, Phước Điền Trung và Phước Điền Hạ. Quận lỵ: Cần Giuộc (thuộc làng Trường Bình)
- Quận Đức Hòa gồm hai tổng: Cầu An Thượng và Cầu An Hạ. Quận lỵ: Đức Hoà (thuộc làng Đức Hòa)
- Quận Trung Quận gồm bốn tổng: Tân Phong Hạ, Long Hưng Thượng, Long Hưng Trung và Long Hưng Hạ. Quận lỵ: Chợ Lớn

Ngày 27 tháng 4 năm 1931, Tổng thống Pháp ký sắc lệnh hợp nhất thành phố Sài Gòn và thành phố Chợ Lớn thành một đơn vị hành chính mới gọi là Khu (một số tài liệu gọi là "Địa phương") Sài Gòn - Chợ Lớn (Région Saigon - Cholon ou Région de Saigon - Cholon). Ngày 30 tháng 6 năm 1951, Thủ tướng Quốc gia Việt Nam ký sắc lệnh số 311-cab/SG đổi tên Khu Sài Gòn - Chợ Lớn thành Đô thành Sài Gòn - Chợ Lớn (Préfecture Saigon - Cholon ou Préfecture de Saigon - Cholon ou Ville-capitale de Saigon - Cholon).
Quận Bình Xuyên thuộc tỉnh Chợ Lớn tồn tại trong các thời gian từ ngày 2 tháng 5 năm 1933 đến tháng 12 năm 1944 và từ tháng 1 năm 1953 đến ngày 22 tháng 10 năm 1956, do tách ra tổng Tân Phong Hạ của quận Trung Quận. Sau đó quận Bình Xuyên giải thể, trả lại tổng Tân Phong Hạ cho quận Trung Quận như cũ.

## Thời kỳ 1900 - 1945
Theo Nghị định ngày 20 tháng 12 năm 1899 của Toàn quyền Đông Dương đổi tất cả các hạt tham biện thành tỉnh thì từ ngày 1 tháng 1 năm 1900 hạt tham biện Tân An trở thành tỉnh Tân An, hạt tham biện Chợ Lớn trở thành tỉnh Chợ Lớn. Bắt đầu từ thập niên 1920, thực dân Pháp tiến hành thiết lập các đơn vị hành chính quận làm cấp hành chính trung gian giữa các tổng với tỉnh. Tên quận được lấy theo tên nơi đặt lỵ sở lúc bấy giờ, riêng tại những quận có nơi đặt tỉnh lỵ thì được gọi chung là quận Châu Thành.

### Tỉnh Tân An
Tính đến năm 1945, tỉnh Tân An có 3 quận:
1. Quận Châu Thành (lập năm 1922).
2. Quận Mộc Hóa (lập năm 1917), gồm 2 tổng: Thanh Hòa Thượng, Thanh Hòa Hạ.
3. Quận Thủ Thừa (lập năm 1922), gồm 4 tổng: An Ninh Thượng, Hưng Long, Cửu Cư Thượng, Cửu Cư Hạ.

Tỉnh lỵ đặt tại làng Bình Lập, quận Châu Thành.

### Tỉnh Chợ Lớn
Tính đến năm 1945, tỉnh Chợ Lớn có 4 quận:
1. Quận Trung Quận (nay thuộc địa giới huyện Bến Lức và huyện Bình Chánh, thành phố Hồ Chí Minh): ban đầu có tên là quận Châu Thành, từ năm 1930 đổi tên thành quận Trung Quận, gồm 3 tổng: Tân Phong Hạ, Long Hưng Thượng, Long Hưng Trung, Long Hưng Hạ.
2. Quận Đức Hòa (lập năm 1913), gồm 2 tổng: Cầu An Thượng, Cầu An Hạ.
3. Quận Cần Đước (lập năm 1928 do tách từ quận Cần Giuộc), gồm 3 tổng: Lộc Thành Thượng, Lộc Thành Trung, Lộc Thành Hạ.
4. Quận Cần Giuộc, gồm 3 tổng: Phước Điền Thượng, Phước Điền Trung, Phước Điền Hạ.

Tỉnh lỵ đặt tại thành phố Chợ Lớn, nhưng về mặt hành chính thành phố Chợ Lớn độc lập với tỉnh Chợ Lớn, do đó trong nhiều thời kỳ vị Thị trưởng thành phố Chợ Lớn kiêm luôn chức Tỉnh trưởng tỉnh Chợ Lớn.
Ngoài ra tỉnh còn có thêm quận Bình Xuyên (do tách tổng Tân Phong Hạ của quận Trung Quận, nay thuộc địa giới huyện Bình Chánh), tồn tại từ năm 1933 đến năm 1944 và từ năm 1953 đến năm 1956, sau đó lại giải thể và sáp nhập vào quận Trung Quận.

## Thời kỳ 1945 - 1956
Ngày 2 tháng 9 năm 1945, chính quyền Việt Nam Dân chủ Cộng hòa (VNDCCH) được thành lập, tuyên bố chủ quyền đối với Bắc Kỳ, Trung Kỳ và Nam Kỳ, trong đó có các tỉnh Tân An và Chợ Lớn. Chính quyền chủ trương đổi quận thành huyện, đổi làng thành xã, bỏ cấp tổng. Do đó, quận Trung Quận của tỉnh Chợ Lớn được gọi là huyện Trung Huyện.
Thời kỳ này, do diễn ra cuộc chiến tranh Pháp - Việt (phía Việt Nam gọi là cuộc kháng chiến chống Pháp), nên địa bàn các tỉnh Tân An, Chợ Lớn có sự khác biệt trong cách phân chia hành chính giữa chính quyền VDDCCH và chính quyền Quốc gia Việt Nam (thành viên của Liên hiệp Pháp).

### Về phía Việt Nam Dân chủ Cộng hòa
Từ năm 1950, các tỉnh miền Nam (trong đó có tỉnh Tân An, Chợ Lớn) có sự thay đổi lớn về mặt hành chính:
- Tháng 8 năm 1950, lập đặc khu Sài Gòn - Chợ Lớn, gồm thành phố Sài Gòn - Chợ Lớn, tỉnh Gia Định và huyện Trung Huyện của tỉnh Chợ Lớn.
- Tháng 6 năm 1951, tách ba huyện Hóc Môn (gồm cả Củ Chi), Gò Vấp, Trung Huyện khỏi đặc khu, huyện Đức Hòa của tỉnh Chợ Lớn, sáp nhập với tỉnh Tây Ninh lập thành tỉnh Gia Định Ninh; phần còn lại của tỉnh Chợ Lớn (Cần Đước, Cần Giuộc), cùng với huyện Nhà Bè (gồm cả quận 7 và huyện Cần Giờ hiện nay) của tỉnh Gia Định sáp nhập với tỉnh Bà Rịa lập thành tỉnh Bà Rịa - Chợ Lớn (một số tài liệu còn gọi tắt là tỉnh Bà - Chợ); sáp nhập 3 tỉnh Tân An, Mỹ Tho, Gò Công lập thành tỉnh Mỹ Tho (một số tài liệu còn gọi tỉnh này là tỉnh Tân Mỹ Gò, Mỹ Tân Gò).

Lúc này, phần lớn đất đai tỉnh Long An hiện nay thuộc tỉnh Mỹ Tho, phần phía đông sông Vàm Cỏ Đông thuộc các tỉnh Gia Định Ninh, Bà Rịa - Chợ Lớn.
Ba tỉnh Gia Định Ninh, Bà Rịa - Chợ Lớn, Mỹ Tho tồn tại đến tháng 7 năm 1954 thì giải thể, các tỉnh Tân An, Chợ Lớn được khôi phục lại như cũ.

### Về phía Quốc gia Việt Nam và Pháp
Chính quyền Quốc gia Việt Nam được thành lập vào tháng 3 năm 1948, là thành viên thuộc Liên bang Đông Dương thuộc Liên hiệp Pháp, do đó mọi sự sắp xếp hành chính của Pháp được chính quyền này mặc nhiên thừa nhận.

#### Tỉnh Tân An
Năm 1952, thành lập quận Tân Trụ.
Đến năm 1956, tỉnh Tân An có 4 quận: Châu Thành, Mộc Hóa, Tân Trụ, Thủ Thừa.

#### Tỉnh Chợ Lớn
Năm 1947, đổi tên quận Trung Quận thành quận Gò Đen (do quận lỵ rời về vùng Gò Đen) tuy nhiên tên gọi Trung Quận vẫn thông dụng hơn.
Năm 1953, tái lập quận Bình Xuyên.
Đến năm 1956, tỉnh Chợ Lớn có 5 quận: Bình Xuyên, Cần Đước, Cần Giuộc, Đức Hòa, Gò Đen.

## Thời kỳ 1956 - 1975
Việt Nam bị chia cắt làm 2 miền Nam - Bắc, chính quyền Quốc gia Việt Nam và sau đó là Việt Nam Cộng hòa tiếp quản đất nước từ vĩ tuyến 17 trở vào nam, trong đó có các tỉnh Tân An, Chợ Lớn. Cùng lúc đó, Mặt trận Dân tộc Giải phóng miền Nam Việt Nam (sau này là Chính phủ Cách mạng lâm thời Cộng hòa Miền Nam Việt Nam) được thành lập. Tổ chức này chủ trương không công nhận chính quyền Việt Nam Cộng hòa, coi mình là đại diện hợp pháp ở miền Nam Việt Nam, do đó có sự khác biệt trong cách phân chia các đơn vị hành chính giữa hai bên.

### Về phía Việt Nam Cộng hòa
Ban đầu, chính quyền Việt Nam Cộng hòa vẫn duy trì tỉnh Tân An và tỉnh Chợ Lớn như thời Pháp thuộc. Kể từ năm 1956, các tỉnh Tân An và Chợ Lớn bị giải thể, các tỉnh Long An, Mộc Hóa (sau được đổi tên là tỉnh Kiến Tường) sau đó được thành lập, từ năm 1963 lập thêm tỉnh Hậu Nghĩa.
Chính quyền Việt Nam Cộng hòa ban đầu vẫn duy trì cấp hành chính tổng, từ năm 1962 thì bỏ dần, đến năm 1965 thì bỏ hẳn, các xã trực tiếp thuộc quận.

#### Tỉnh Mộc Hóa - Kiến Tường
Ngày 17 tháng 2 năm 1956, tỉnh Mộc Hóa được thành lập do tách toàn bộ quận Mộc Hóa và một phần nhỏ quận Thủ Thừa của tỉnh Tân An, hợp với một phần nhỏ đất đai của tỉnh Sa Đéc và tỉnh Mỹ Tho.
Ngày 22 tháng 10 năm 1956, tỉnh được đổi tên là tỉnh Kiến Tường.
Tỉnh lỵ có tên là Mộc Hóa, về mặt hành chánh thuộc xã Tuyên Thạnh, quận Châu Thành (nay là thị xã Kiến Tường).
Ngày 24 tháng 4 năm 1957, tỉnh được ấn định các đơn vị hành chính, gồm 3 quận: Châu Thành, Ấp Bắc (sau đổi tên là Kiến Bình), Tuyên Bình.
Ngày 10 tháng 3 năm 1959, lập thêm quận Tuyên Nhơn, do tách từ quận Kiến Bình.

#### Tỉnh Long An
Ngày 22 tháng 10 năm 1956, tỉnh Long An được thành lập do sáp nhập phần lớn tỉnh Chợ Lớn và phần còn lại tỉnh Tân An (sau khi tách nửa phía Tây của tỉnh để thành lập tỉnh Mộc Hóa).
Ngày 3 tháng 1 năm 1957, tỉnh nhận thêm các xã thuộc tổng An Thít (đã giải thể, sau đó được tái lập lại), quận Cần Giờ, thị xã Vũng Tàu (đã giải thể) và tổng Dương Hòa vốn thuộc huyện Nhà Bè, tỉnh Gia Định, sáp nhập vào quận Cần Giuộc.
Ngày 24 tháng 4 năm 1957, tỉnh được ấn định các đơn vị hành chính, gồm 7 quận: Bến Lức (mới lập do tách đất từ quận Thủ Thừa và quận Gò Đen), Đức Hòa, Cần Đước, Cần Giuộc, Châu Thành, Thủ Thừa, Tân Trụ. Trong đó, các quận Đức Hòa, Cần Đước, Cần Giuộc và một phần quận Bến Lức (phần phía đông sông Vàm Cỏ Đông) thuộc địa giới tỉnh Chợ Lớn cũ, phần còn lại thuộc địa giới tỉnh Tân An cũ.
Tỉnh lỵ đặt tại Tân An, vốn là tỉnh lỵ tỉnh Tân An cũ, về mặt hành chính thuộc xã Bình Lập, quận Châu Thành.
Ngày 29 tháng 1 năm 1959, tổng An Thít được sáp nhập vào tỉnh Phước Tuy.
Ngày 03 tháng 10 năm 1957, đổi tên quận Châu Thành thành quận Bình Phước.
Ngày 03 tháng 3 năm 1959, lập quận mới Đức Huệ (do cắt 3 xã của quận Đức Hòa và 5 xã phía bắc của quận Thủ Thừa).
Ngày 07 tháng 2 năm 1963, đổi tên quận Cần Đước thành quận Cần Đức, quận Cần Giuộc thành quận Thanh Đức, nhưng đến ngày 17 tháng 11 năm 1965 lại đổi tên như cũ.
Ngày 15 tháng 10 năm 1963, tách 2 quận Đức Hòa, Đức Huệ nhập vào tỉnh Hậu Nghĩa mới thành lập.
Ngày 07 tháng 1 năm 1967, lập mới quận Rạch Kiến (do tách 10 xã của quận Cần Đước và 3 xã của quận Cần Giuộc).
Như vậy, đến năm 1975, tỉnh Long An có 7 quận: Bình Phước, Bến Lức, Cần Đước, Cần Giuộc, Rạch Kiến, Thủ Thừa, Tân Trụ.

#### Tỉnh Hậu Nghĩa
Ngày 15 tháng 10 năm 1963, tỉnh Hậu Nghĩa được thành lập do tách phần đất của các tỉnh Long An, Tây Ninh, Bình Dương.
Tỉnh lỵ đặt tại Bàu Trai và được đổi tên là thị xã Khiêm Cương, về mặt hành chính thuộc xã Hòa Khánh, quận Đức Hòa (nay là thị trấn Hậu Nghĩa).
Tỉnh gồm 4 quận: Củ Chi, Đứa Hòa, Đức Huệ, Trảng Bàng, trong đó 2 quận Đức Hòa, Đức Huệ vốn là đất của tỉnh Long An.

### Về phía chính quyền cách mạng
Sau năm 1975, huyện Bình Phước được đổi về tên cũ là Châu Thành
Năm 1976, 2 huyện (Đức Hoà, Đức Huệ) của tỉnh Hậu Nghĩa cùng với 2 tỉnh Kiến Tường và Long An được tiến hành hợp nhất thành tỉnh Long An mới.
Cùng năm 1976, xã Bình Lập, huyện Châu Thành được tách ra để thành lập thị xã Tân An, ban đầu bao gồm 4 phường: 1, 2, 3, 4.

## Thời kỳ 1975 - 2025

### Ngày 2 tháng 7 năm 1976
Tỉnh Long An có 9 đơn vị hành chính cấp huyện, gồm thị xã Tân An (tỉnh lỵ) và 9 huyện: Bến Lức, Cần Đước, Cần Giuộc, Châu Thành, Đức Hòa, Đức Huệ, Mộc Hóa, Tân Trụ, Thủ Thừa với 128 đơn vị hành chính cấp xã, gồm 120 xã, 4 phường, 4 thị trấn, Cụ thể:
- Thị xã Tân An có 4 đơn vị hành chính cấp xã, gồm 4 phường: Phường 1, Phường 2, Phường 3, Phường 4.
- Huyện Bến Lức có 10 đơn vị hành chính cấp xã, gồm 10 xã: An Thạnh, Bình Đức, Long Hiệp, Long Phú, Lương Hòa, Mỹ Yên, Nhựt Chánh, Phước Lợi, Tân Thanh, Thạnh Lợi.
- Huyện Cần Đước có 15 đơn vị hành chính cấp xã, gồm 15 xã: Long Cang, Long Định, Long Hòa, Long Hựu, Long Khê, Long Sơn, Long Trạch, Mỹ Lệ, Phước Đông, Phước Tuy, Phước Vân, Tân Ân, Tân Chánh, Tân Lân, Tân Trạch.
- Huyện Cần Giuộc có 17 đơn vị hành chính cấp xã, gồm thị trấn Cần Giuộc và 16 xã: Đông Thạnh, Long An, Long Hậu, Long Phụng, Long Thượng, Mỹ Lộc, Phước Hậu, Phước Lại, Phước Lâm, Phước Lý, Phước Vĩnh Đông, Phước Vĩnh Tây, Tân Kim, Tân Tập, Thuận Thành, Trường Bình.
- Huyện Châu Thành có 14 đơn vị hành chính cấp xã, gồm 14 xã: An Lục Long, An Vĩnh Ngãi, Bình Quới, Bình Tâm, Dương Xuân Hội, Hiệp Thạnh, Hòa Phú, Long Trì, Phú Ngãi Trị, Phước Tân Hưng, Thanh Phú Long, Thanh Vĩnh Đông, Thuận Mỹ, Vĩnh Công.
- Huyện Đức Hòa có 12 đơn vị hành chính cấp xã, gồm 2 thị trấn: Đức Hòa, Hậu Nghĩa và 10 xã: An Ninh, Đức Hòa, Đức Lập, Hiệp Hòa, Hòa Khánh, Hựu Thạnh, Lộc Giang, Mỹ Hạnh, Tân Mỹ, Tân Phú.
- Huyện Đức Huệ có 8 đơn vị hành chính cấp xã, gồm 8 xã: Bình Hòa Bắc, Bình Hòa Nam, Bình Thành, Mỹ Quý Đông, Mỹ Quý Tây, Mỹ Thạnh Bắc, Mỹ Thạnh Đông, Mỹ Thạnh Tây.
- Huyện Mộc Hóa có 29 đơn vị hành chính cấp xã, gồm thị trấn Mộc Hóa và 28 xã: Bắc Hòa, Bình Hiệp, Bình Hòa, Bình Phong Thạnh, Hậu Thạnh, Hưng Điền A, Hưng Điền B, Kiến Bình, Nhơn Hòa Lập, Nhơn Ninh, Tân Đông, Tân Hòa, Tân Lập, Tân Ninh, Thái Bình Trung, Thái Trị, Thạnh Phước, Thạnh Trị, Thuận Nghĩa Hòa, Thủy Đông, Tuyên Bình, Tuyên Thạnh, Vĩnh Châu A, Vĩnh Châu B, Vĩnh Đại, Vĩnh Lợi, Vĩnh Thạnh, Vĩnh Trị.
- Huyện Tân Trụ có 11 đơn vị hành chính cấp xã, gồm 11 xã: An Nhựt Tân, Bình Lãng, Bình Tịnh, Bình Trinh Đông, Đức Tân, Lạc Tấn, Mỹ Bình, Nhơn Thạnh Trung, Nhựt Ninh, Quê Mỹ Thạnh, Tân Phước Tây.
- Huyện Thủ Thừa có 8 đơn vị hành chính cấp xã, gồm 8 xã: Bình Phong Thạnh, Hướng Thọ Phú, Khánh Hậu, Long Ngãi Thuận, Lợi Bình Nhơn, Mỹ An Phú, Mỹ Lạc Thạnh, Nhị Thành.

### Ngày 11 tháng 3 năm 1977
- Quyết định số 54-CP[3] ngày 11 tháng 3 năm 1977 của Hội đồng Chính phủ về việc hợp nhất một số huyện thuộc tỉnh Long An:

Huyện Châu Thành, huyện Tân Trụ, huyện Tân Châu
1. Hợp nhất huyện Châu Thành và huyện Tân Trụ thành một huyện lấy tên là huyện Tân Châu.

Huyện Bến Lức, huyện Thủ Thừa, huyện Bến Thủ
1. Hợp nhất huyện Bến Lức và huyện Thủ Thừa thành một huyện lấy tên là huyện Bến Thủ.

### Ngày 30 tháng 3 năm 1978
- Quyết định số 71-CP[4] ngày 30 tháng 3 năm 1978 của Hội đồng Chính phủ về việc chia huyện Mộc Hóa thuộc tỉnh Long An thành hai huyện lấy tên là huyện Mộc Hóa và huyện Vĩnh Hưng:

Huyện Mộc Hóa, huyện Vĩnh Hưng
1. Huyện Mộc Hóa gồm có các xã Tuyên Bình, Tân Lập, Bình Hòa, Nhơn Ninh, Bình Hiệp, Thạnh Trị, Tuyên Thạnh, Tân Hòa, Nhơn Hòa Lập, Hậu Thạnh, Bắc Hòa, Thuận Nghĩa Hòa, Tân Đông, Thủy Đông, Thạnh Phước, Bình Phong Thạnh, Tân Ninh, Kiến Bình và thị trấn Mộc Hóa.
2. Huyện Vĩnh Hưng gồm có các xã Hưng Điền A, Hưng Điền B, Thái Trị, Thái Bình Trung, Vĩnh Châu A, Vĩnh Châu B, Vĩnh Đại, Vĩnh Lợi, Vĩnh Thạnh và Vĩnh Trị.

### Ngày 20 tháng 7 năm 1978
- Quyết định số 127-BT[5] ngày 20 tháng 7 năm 1978 của Bộ trưởng Phủ thủ tướng về việc chia xã Bình Hòa thuộc huyện Mộc Hóa, tỉnh Long An, thành hai xã lấy tên là xã Bình Hòa Đông và xã Bình Hòa Tây:

Huyện Mộc Hóa
1. Chia xã Bình Hòa thuộc huyện Mộc Hóa, tỉnh Long An thành hai xã lấy tên là xã Bình Hòa Đông và xã Bình Hòa Tây thuộc huyện Mộc Hóa cùng tỉnh.

### Ngày 24 tháng 3 năm 1979
- Quyết định số 128-CP[6] ngày 24 tháng 3 năm 1979 của Hội đồng Chính phủ điều chỉnh địa giới một số xã và thị trấn thuộc tỉnh Long An:

Huyện Đức Hòa
1. Chia xã Đức Hoà thành ba xã lấy tên là xã Đức Hòa Thượng, xã Đức Hòa Hạ và xã Đức Hòa Đông.
2. Chia xã Hòa Khánh thành ba xã lấy tên là xã Hòa Khánh Đông, xã Hòa Khánh Tây và xã Hòa Khánh Nam.
3. Chia xã Mỹ Hạnh thành hai xã lấy tên là xã Mỹ Hạnh Bắc và xã Mỹ Hạnh Nam.
4. Chia xã Đức Lập thành hai xã lấy tên là xã Đức Lập Thượng và xã Đức Lập Hạ.
5. Chia xã An Ninh thành hai xã lấy tên là xã An Ninh Đông và xã An Ninh Tây.
6. Chia xã Hiệp Hòa thành hai đơn vị hành chính lấy tên là xã Hiệp Hòa và thị trấn Hiệp Hòa.

Huyện Cần Đước:
1. Chia xã Long Hựu thành hai xã lấy tên là xã Long Hựu Đông và xã Long Hựu Tây.
2. Thành lập thị trấn huyện lỵ của huyện Cần Đước lấy tên là thị trấn Cần Đước. Thị trấn Cần Đước gồm có ấp 8, khu 5, khu 6, khu 7 (của xã Tân Ân), ấp 8 (của xã Phước Đông) và ấp 1 (của xã Tân Lân) cùng huyện cắt sang.

Huyện Bến Thủ:
1. Chia xã Tân Thanh và xã Long Phú thành ba đơn vị hành chính lấy tên là xã Thanh Phú, xã Tân Bửu và thị trấn Bến Lức. Thị trấn Bến Lức gồm có các ấp Vàm, Chợ, xóm Cống và Thuận Đạo của xã Long Phú cắt sang.
2. Thành lập thị trấn mới thuộc huyện Bến Thủ lấy tên là thị trấn Thủ Thừa. Thị trấn Thủ Thừa gồm có các ấp Nhà Dài, Cầu Xây, Rạch Đào và Thủ Khoa Thừa (của xã Bình Phong Thạnh); ấp 11 và ấp 3 Nhà Thương (của xã Nhị Thành) cùng huyện cắt sang.

### Ngày 19 tháng 9 năm 1980
- Quyết định số 298-CP[7] ngày 19 tháng 9 năm 1980 của Hội đồng Chính phủ về việc chia huyện Mộc Hóa thuộc tỉnh Long An thành huyện Mộc Hóa và huyện Tân Thạnh và đổi tên huyện Tân Châu cùng tỉnh thành huyện Vàm Cỏ:

Huyện Mộc Hóa, huyện Tân Thạnh
1. Chia huyện Mộc Hóa thành hai huyện lấy tên là huyện Mộc Hóa và huyện Tân Thạnh.
2. Huyện Mộc Hóa gồm có các xã Tuyên Bình, Tuyên Thạnh, Bình Hiệp, Thạnh Trị, Bình Hòa Tây, Bình Hòa Đông, Bình Phong Thạnh, Thạnh Phước, Tân Lập và thị trấn Mộc Hóa.
3. Huyện Tân Thạnh gồm có các xã Hậu Thạnh, Nhơn Hòa Lập, Nhơn Ninh, Tân Ninh, Tân Hòa, Kiến Bình, Thủy Đông, Tân Đông, Bắc Hòa và Thuận Nghĩa Hòa.

Huyện Tân Châu, huyện Vàm Cỏ
1. Đổi tên huyện Tân Châu thành huyện Vàm Cỏ.

### Ngày 15 tháng 9 năm 1981
- Quyết định số 71-HĐBT[8] ngày 15 tháng 9 năm 1981 của Hội đồng Bộ trưởng về việc chia xã Nhị Thành thành xã Nhị Thành và xã Tân Thành thuộc huyện Bến Thủ, tỉnh Long An.

Huyện Bến Thủ
1. Chia xã Nhị Thành thành hai xã lấy tên là xã Nhị Thành và xã Tân Thành thuộc huyện Bến Thủ, tỉnh Long An.

### Ngày 14 tháng 1 năm 1983
- Quyết định số 5-HĐBT[9] ngày 14 tháng 1 năm 1983 của Hội đồng bộ trưởng về việc phân vạch địa giới một số huyện, xã và thị xã thuộc tỉnh Long An:

Huyện Bến Thủ, huyện Bến Lức, huyện Thủ Thừa
Chia huyện Bến Thủ thành 2 huyện:
1. Huyện Bến Lức gồm: các xã Tân Bửu, Thanh Phú, Mỹ Yên, Phước Lợi, Long Hiệp, An Thạnh, Bình Đức, Thành Lợi, Nhựt Chánh, Lương Hoà và Thị trấn Bến Lức.
2. Huyện Thủ Thừa gồm các xã Tân Thành, Nhị Thành, Mỹ Lạc Thạnh, Bình Phong Thạnh, Long Ngãi Thuận, Mỹ An Phú, Thị Trấn Thủ Thừa. Trụ sở huyện đóng tại thị trấn Thủ Thừa.

Chia 7 xã Lương Hòa, Thạnh Lợi, Long Ngãi Thuận, Mỹ An Phú, Mỹ Lạc Thạnh, Bình Phong Thạnh, Bình Đức thành 14 xã:
1. Chia xã Lương Hòa thành 2 xã lấy tên xã Lương Hòa và xã Lương Bình.
2. Chia xã Thạnh Lợi thành 2 xã lấy tên xã Thạnh Lợi và xã Thạnh Hòa.
3. Chia xã Long Ngãi Thuận thành 2 xã lấy tên xã Long Thuận và xã Long Thạnh.
4. Chia xã Mỹ An Phú thành 2 xã lấy tên xã Mỹ An và xã Mỹ Phú.
5. Chia xã Mỹ Lạc Thạnh thành 2 xã lấy tên xã Mỹ Lạc và xã Mỹ Thạnh.
6. Chia xã Bình Phong Thạnh thành 2 xã lấy tên xã Bình Thạnh và xã Bình An.
7. Chia xã Bình Đức thành 2 xã lấy tên xã Bình Đức và xã Thạnh Đức.

Huyện Vàm Cỏ, huyện Bến Thủ, thị xã Tân An
1. Mở rộng thị xã Tân An trên cơ sở sáp nhập 3 xã Nhơn Thạnh Trung, Bình Tâm, An Vĩnh Ngãi của huyện Vàm Cỏ và 3 xã Hướng Thọ Phú, Khánh Hậu, Lợi Bình Nhơn của huyện Bến Thủ.

### Ngày 15 tháng 8 năm 1985
- Quyết định số 220-HĐBT[10] ngày 15 tháng 8 năm 1985 của Hội đồng Bộ trưởng về điều chỉnh địa giới hành chính một số xã của huyện Tân Thạnh thuộc tỉnh Long An:

Huyện Tân Thạnh
1. Chia xã Tân Ninh thành 2 xã lấy tên là xã Tân Ninh và xã Tân Thành.
2. Chia xã Nhơn Hòa Lập thành 2 xã lấy tên là xã Nhơn Hòa Lập và xã Tân Lập.

### Ngày 4 tháng 4 năm 1989
- Quyết định số 36-HĐBT[11] ngày 4 tháng 4 năm 1989 của Hội đồng Bộ trưởng chia huyện Vàm Cỏ thuộc tỉnh Long An thành hai huyện lấy tên là huyện Châu Thành và huyện Tân Trụ:

Huyện Vàm Cỏ, huyện Châu Thành, huyện Tân Trụ
1. Huyện Châu Thành có 12 xã: Thanh Vĩnh Đông, Thuận Mỹ, Thanh Phú Long, An Lục Long, Dương Xuân Hội, Long Trì, Hiệp Thạnh, Vĩnh Công, Hoà Phú, Bình Quới, Phú Ngãi Trị và Phước Tân Hưng; với 14.645,64 hécta diện tích tự nhiên và 93.006 nhân khẩu.
2. Huyện Tân Trụ có 10 xã: Nhựt Ninh, Tân Phước Tây, Bình Trinh Đông, An Nhựt Tân, Mỹ Bình, Quê Mỹ Thạnh, Lạc Tấn, Bình Tịnh, Đức Tân và Bình Lãng; với 10.269,56 hécta diện tích tự nhiên và 60.149 nhân khẩu.

- Quyết định số 37-HĐBT[12] ngày 4 tháng 4 năm 1989 của Hội đồng Bộ trưởng về việc phân vạch địa giới hành chính một số xã của các huyện Mộc Hóa và Tân Thạnh thuộc tỉnh Long An:

Huyện Mộc Hóa
1. Chia xã Tân Lập thành hai xã, lấy tên là xã Tân Lập và xã Tân Thành.
2. Chia xã Bình Hòa Tây thành hai xã, lấy tên là xã Bình Hòa Tây và xã Bình Hòa Trung.
3. Chia xã Tuyên Thạnh thành hai xã, lấy tên là xã Tuyên Thạnh và xã Thạnh Hưng.
4. Chia xã Thạnh Phước thành hai xã, lấy tên là xã Thạnh Phước và xã Thạnh Phú.
5. Chia xã Bình Hiệp thành hai xã, lấy tên là xã Bình Hiệp và Bình Tân.

Huyện Tân Thạnh
1. Chia xã Hậu Thạnh thành hai xã, lấy tên là xã Hậu Thạnh Đông và xã Hậu Thạnh Tây.

### Ngày 26 tháng 6 năm 1989
- Quyết định số 74-HĐBT[13] ngày 26 tháng 6 năm 1989 của Hội đồng Bộ trưởng về việc phân vạch lại địa giới hành chính một số xã, thị trấn và huyện thuộc tỉnh Long An:

Huyện Đức Huệ
1. Tách 948 hécta diện tích tự nhiên và 70 nhân khẩu của xã Bình Thành thuộc huyện Đức Huệ để sáp nhập vào xã Thuận Nghĩa Hoà thuộc huyện Tân Thạnh.

Huyện Tân Thạnh
1. Chia xã Thuận Nghĩa Hòa thành hai xã lấy tên là xã Thuận Nghĩa Hòa và xã Thuận Bình (bao gồm 948 hécta diện tích tự nhiên và 70 nhân khẩu của xã Bình Thành thuộc huyện Đức Huệ).
2. Tách 1.400 hécta diện tích tự nhiên và 1.185 nhân khẩu của xã Thủy Đông cùng 2.667 nhân khẩu là cán bộ, công nhân viên và hộ phi nông nghiệp ở khu vực này để thành lập thị trấn Thạnh hóa (thuộc huyện Tân Thạnh).
3. Chia xã Thủy Đông thành hai xã lấy tên là xã Thủy Đông và xã Thủy Tây.
4. Chia xã Tân Đông thành hai xã lấy tên là xã Tân Đông và xã Tân Tây.

Huyện Mộc Hóa
1. Chia xã Thạnh Phước thành hai xã lấy tên là xã Thạnh Phước và xã Tân Hiệp.

Huyện Vĩnh Hưng
1. Tách 3.187 hécta diện tích tự nhiên và 1.086 nhân khẩu của xã Thái Bình Trung và 976,60 hécta diện tích tự nhiên và 1.480 nhân khẩu của xã Vĩnh Trị để thành lập xã Vĩnh Bình.

Huyện Tân Thạnh, huyện Mộc Hóa, huyện Thạnh Hóa
1. Tách thị trấn Thạnh Hóa và các xã Tân Đông, Tân Tây, Thủy Đông, Thủy Tây, Thuận Nghĩa Hòa, Thuận Bình của huyện Tân Thạnh; các xã Thạnh Phước, Tân Hiệp và Thạnh Phú của huyện Mộc Hóa để thành lập huyện Thạnh Hóa.
2. Huyện Thạnh Hóa có thị trấn Thạnh Hóa và 9 xã Thuận Nghĩa Hòa, Thuận Bình, Thủy Đông, Thủy Tây, Tân Đông, Tân Tây, Thạnh Phước, Tân Hiệp, Thạnh Phú.
3. Huyện Tân Thạnh còn 10 xã Kiến Bình, Hậu Thạnh Tây, Tân Ninh, Tân Thành, Tân Lập, Tân Hòa, Bắc Hòa, Nhơn Ninh, Nhơn Hòa Lập, Hậu Thạnh Đông.
4. Huyện Mộc Hóa còn thị trấn Mộc Hóa và 12 xã Bình Hiệp, Bình Hòa Đông, Bình Hòa Tây, Bình Phong Thạnh, Tân Lập, Tuyên Thạnh, Thạnh Trị, Bình Hòa Trung, Tân Thành, Thạnh Hưng, Bình Tân, Tuyên Bình.

### Ngày 23 tháng 11 năm 1991
- Quyết định số 607/QĐ-TCCP[14] ngày 23 tháng 11 năm 1991 của Ban Tổ chức – Cán bộ Chính phủ về việc phân vạch, điều chỉnh địa giới xã và thành lập thị trấn thuộc các huyện Đức Huệ, Châu Thành, Tân Trụ, Vĩnh Hưng, tỉnh Long An:

Huyện Đức Huệ
1. Tách 455 ha diện tích tự nhiên với 4520 nhân khẩu của xã Mỹ Thạnh Đông để thành lập thị trấn Đông Thành (thị trấn huyện lỵ của huyện Đức Huệ).

Huyện Châu Thành
1. Tách 264 ha diện tích tự nhiên và 3.854 nhân khẩu của xã Dương Xuân Hội; 78,43 ha diện tích tự nhiên và 2.225 nhân khẩu của xã Hiệp Thạnh để thành lập thị trấn Tầm Vu (thị trấn huyện lỵ của huyện Châu Thành).

Huyện Tân Trụ
1. Tách 96 ha diện tích tự nhiên với 1689 nhân khẩu của xã Đức Tân; 397,28 ha diện tích tự nhiên với 4335 nhân khẩu của xã Bình Tịnh để thành lập thị trấn Tân Trụ (thị trấn huyện lỵ của huyện Tân Trụ).

Huyện Vĩnh Hưng
1. Tách 510 ha diện tích tự nhiên với 4675 nhân khẩu của xã Vĩnh Trị để thành lập thị trấn Vĩnh Hưng (thị trấn huyện lỵ của huyện Vĩnh Hưng).
2. Chia xã Hưng Điền A thành 2 xã, lấy tên là xã Hưng Điền A và xã Khánh Hưng.
3. Thành lập xã Hưng Thạnh trên cơ sở: 1344 ha diện tích tự nhiên và 1816 nhân khẩu của xã Hưng Điền B; 1.672 ha diện tích tự nhiên của xã Vĩnh Thạnh và 1.447 ha diện tích tự nhiên và 175 nhân khẩu của xã Vĩnh Châu B.

### Ngày 31 tháng 8 năm 1992
- Quyết định số 549-HĐBT[15] ngày 31 tháng 8 năm 1992 của Ban Tổ chức – Cán bộ Chính phủ về việc phân vạch, điều chỉnh địa giới hành chính một số xã thuộc các huyện Tân Thạnh, Bến Lức, Vĩnh Hưng thuộc tỉnh Long An:

Huyện Tân Thạnh
1. Tách 650 ha diện tích tự nhiên và 5.242 nhân khẩu của xã Kiến Bình để thành lập thị trấn Tân Thạnh (thị trấn huyện lỵ).
2. Tách 1.370 ha diện tích tự nhiên với 700 nhân khẩu của xã Kiến Bình; 2.282 ha diện tích tự nhiên với 1.374 nhân khẩu của xã Tân Hòa để thành lập xã mới, lấy tên là xã Tân Bình.

Huyện Bến Lức
1. Thành lập xã Tân Hòa trên cơ sở 677 ha diện tích tự nhiên với 892 nhân khẩu của xã Lương Hòa, 739 ha với 801 nhân khẩu của xã Tân Bửu.

Huyện Vĩnh Hưng
1. Tách 4.688 ha diện tích tự nhiên với 2.900 nhân khẩu của xã Vĩnh Thạnh để thành lập xã mới, lấy tên là xã Thạnh Hưng.
2. Tách 1.440 ha diện tích tự nhiên với 650 nhân khẩu của xã Vĩnh Thạnh; 2.974 ha diện tích tự nhiên với 1.981 nhân khẩu của xã Hưng Điền B để thành lập xã mới, lấy tên là xã Hưng Hà.

### Ngày 24 tháng 3 năm 1994
- Nghị định số 27-CP[16] ngày 24 tháng 3 năm 1994 của Chính phủ về việc điều chỉnh địa giới huyện, xã thuộc tỉnh Long An:

Huyện Mộc Hóa
1. Thành lập xã Bình Thạnh trên cơ sở 837 hécta diện tích tự nhiên với 108 nhân khẩu của xã Bình Phong Thạnh; 2.726,8 hécta diện tích tự nhiên với 642 nhân khẩu của xã Bình Hòa Đông.
2. Thành lập xã Tuyên Bình Tây trên cơ sở 4.125 hécta diện tích tự nhiên với 2.602 nhân khẩu của xã Tuyên Bình.

Huyện Vĩnh Hưng
1. Tách 4.598 hécta diện tích tự nhiên với 2. 074 nhân khẩu của xã Hưng Điền B để thành lập xã Hưng Điền.
2. Thành lập xã Vĩnh Thuận (mới) trên cơ sở diện tích 1224 hecta diện tích tự nhiên với 900 nhân khẩu của xã Vĩnh Trị; 670 hecta diện tích tự nhiên với 838 nhân khẩu của xã Vĩnh Lợi.
3. Tách 394 hécta diện tích tự nhiên với 1.400 nhân khẩu của xã Vĩnh Thạnh; 116 hécta diện tích tự nhiên với 1.159 nhân khẩu của xã Hưng Thạnh để thành lập thị trấn Tân Hưng.

Huyện Tân Thạnh
1. Thành lập xã Nhơn Hoà trên cơ sở 1.809 hécta diện tích tự nhiên với 1.513 nhân khẩu của xã Tân Lập; 392 hécta diện tích tự nhiên với 209 nhân khẩu của xã Tân Bình; 541 hécta diện tích tự nhiên với 1.550 nhân khẩu của xã Nhơn Ninh.

Huyện Đức Huệ
1. Tách 3.750 hécta diện tích tự nhiên với 2.315 nhân khẩu của xã Bình Thành để thành lập xã Bình Hoà Hưng.

Thị xã Tân An
1. Tách 282,5 hécta diện tích tự nhiên với 3. 528 nhân khẩu của xã Hướng Thọ Phú; 193 hécta diện tích tự nhiên với 2.695 nhân khẩu của xã Nhơn Thạnh Trung để thành lập phường V.

Huyện Vĩnh Hưng, huyện Mộc Hóa, huyện Tân Hưng
1. Chuyển các xã Tuyên Bình, Tuyên Bình Tây thuộc huyện Mộc Hóa về huyện Vĩnh Hưng quản lý.
2. Tách các xã Vĩnh Thạnh, Vĩnh Lợi, Vĩnh Đại, Hưng Điền B, Hưng Thạnh, Vĩnh Châu A, Vĩnh Châu B, Thạnh Hưng, Hưng Hà, Hưng Điền và thị trấn Tân Hưng của huyện Vĩnh Hưng để thành lập huyện Tân Hưng.
3. Huyện Vĩnh Hưng còn lại 38.238 hécta diện tích tự nhiên với 31.924 nhân khẩu bao gồm các xã Khánh Hưng, Hưng Điền A, Vĩnh Trị, Thái Trị, Thái Bình Trung, Vĩnh Bình, Vĩnh Thuận, Tuyên Bình, Tuyên Bình Tây và thị trấn Vĩnh Hưng.
4. Huyện Mộc Hóa còn lại 50.054 hécta diện tích tự nhiên với 50.562 nhân khẩu bao gồm các xã Bình Hiệp, Bình Tân, Thạnh Trị, Tuyên Thạnh, Thạnh Hưng, Bình Hòa Tây, Bình Hòa Trung, Bình Hòa Đông, Bình Phong Thạnh, Tân Lập, Tân Thành, Bình Thạnh và thị trấn Mộc Hóa.

### Ngày 19 tháng 5 năm 1998
- Nghị định số 32/1998/NĐ-CP[17] ngày 19 tháng 5 năm 1998 của Chính phủ về việc thành lập phường 6 thị xã Tân An, tỉnh Long An:

Thị xã Tân An
1. Thành lập phường 6 thuộc thị xã Tân An, tỉnh Long An trên cơ sở 697 ha diện tích tự nhiên và 7.554 nhân khẩu của xã Lợi Bình Nhơn.

### Ngày 15 tháng 5 năm 2003
- Nghị định số 50/2003/NĐ-CP[18] ngày 15 tháng 5 năm 2003 của Chính phủ về việc thành lập xã thuộc các huyện Tân Hưng, Thạnh Hóa, Đức Huệ và Thủ Thừa, tỉnh Long An:

Huyện Tân Hưng
1. Thành lập xã Vĩnh Bữu trên cơ sở 3.995 ha diện tích tự nhiên và 4.155 nhân khẩu của xã Vĩnh Đại.

Huyện Thạnh Hóa
1. Thành lập xã Thạnh An trên cơ sở 6.489 ha diện tích tự nhiên và 3.650 nhân khẩu của xã Thủy Tây.

Huyện Đức Huệ
1. Thành lập xã Mỹ Bình trên cơ sở 3.070 ha diện tích tự nhiên và 2.858 nhân khẩu của xã Bình Thành, 1.099 ha diện tích tự nhiên và 651 nhân khẩu của xã Bình Hòa Hưng.

Huyện Thủ Thừa
1. Thành lập xã Long Thành trên cơ sở 4.310,5 ha diện tích tự nhiên và 2.871 nhân khẩu của xã Long Thạnh.
2. Thành lập xã Tân Lập trên cơ sở 3.780 ha diện tích tự nhiên và 2.696 nhân khẩu của xã Tân Thành.

### Ngày 19 tháng 6 năm 2006
- Nghị định số 60/2006/NĐ-CP[19] ngày 19 tháng 6 năm 2006 của Chính phủ về việc điều chỉnh địa giới hành chính xã, phường; thành lập phường thuộc thị xã Tân An, tỉnh Long An:

Thị xã Tân An
1. Thành lập phường 7 thuộc thị xã Tân An trên cơ sở điều chỉnh 185,09 ha diện tích tự nhiên và 1.475 nhân khẩu của xã An Vĩnh Ngãi; 45,65 ha diện tích tự nhiên và 343 nhân khẩu của xã Bình Tâm; 141,93 ha diện tích tự nhiên và 2.410 nhân khẩu của phường 3.
2. Thành lập phường Tân Khánh trên cơ sở điều chỉnh 696 ha diện tích tự nhiên và 5.523 nhân khẩu của xã Khánh Hậu.
3. Thành lập phường Khánh Hậu trên cơ sở diện tích tự nhiên và nhân khẩu còn lại của xã Khánh Hậu.

### Ngày 24 tháng 8 năm 2009
- Nghị quyết số 38/NQ-CP[20] ngày 24 tháng 8 năm 2009 của Chính phủ về việc thành lập thành phố Tân An thuộc tỉnh Long An:

Thị xã Tân An, Thành phố Tân An
1. Thành lập thành phố Tân An thuộc tỉnh Long An trên cơ sở toàn bộ diện tích tự nhiên, dân số và các đơn vị hành chính trực thuộc của thị xã Tân An.

### Ngày 18 tháng 3 năm 2013
- Nghị quyết số 33/NQ-CP[21] ngày 18 tháng 3 năm 2013 của Chính phủ về việc điều chỉnh địa giới hành chính huyện Mộc Hóa để thành lập thị xã Kiến Tường và huyện Mộc Hóa còn lại; thành lập các phường thuộc thị xã Kiến Tường, tỉnh Long An:

Huyện Mộc Hoá, thị xã Kiến Tường
1. Thành lập thị xã Kiến Tường thuộc tỉnh Long An trên cơ sở điều chỉnh 20.428,20 ha diện tích tự nhiên và 64.589 nhân khẩu của huyện Mộc Hóa, bao gồm toàn bộ diện tích tự nhiên và nhân khẩu của thị trấn Mộc Hóa và các xã Tuyên Thạnh, Bình Hiệp, Bình Tân, Thạnh Hưng và Thạnh Trị.
2. Huyện Mộc Hoá còn lại 29.764,25 ha diện tích tự nhiên, 29.853 nhân khẩu và có 07 đơn vị hành chính cấp xã, gồm các xã Tân Lập, Bình Hòa Tây, Bình Hòa Đông, Bình Phong Thạnh, Bình Hòa Trung, Tân Thành và Bình Thạnh.

Thị xã Kiến Tường
1. Thành lập phường 1 thuộc thị xã Kiến Tường trên cơ sở điều chỉnh 806,22 ha diện tích tự nhiên và 19.544 nhân khẩu của thị trấn Mộc Hoá. Phường 1 có 806,22 ha diện tích tự nhiên và 19.544 nhân khẩu.
2. Thành lập phường 2 thuộc thị xã Kiến Tường trên cơ sở 946,50 ha diện tích tự nhiên và 17.208 nhân khẩu còn lại của thị trấn Mộc Hoá. Phường 2 có 946,50 ha diện tích tự nhiên và 17.208 nhân khẩu.
3. Thành lập phường 3 thuộc thị xã Kiến Tường trên cơ sở điều chỉnh 796,04 ha diện tích tự nhiên và 4.239 nhân khẩu của xã Tuyên Thạnh. Phường 3 có 796,04 ha diện tích tự nhiên và 4.239 nhân khẩu.

### Ngày 17 tháng 12 năm 2019
- Nghị quyết số 836/NQ-UBTVQH14[22] ngày 17 tháng 12 năm 2019 của Ủy ban Thường vụ Quốc hội khóa XIV về việc sắp xếp các đơn vị hành chính cấp xã thuộc tỉnh Long An:

Huyện Cần Giuộc
1. Nhập toàn bộ 9,63 km2 diện tích tự nhiên, 28.293 người của xã Tân Kim; điều chỉnh 8,13 km2 diện tích tự nhiên, 11.167 người của xã Trường Bình và 1,91 km2 diện tích tự nhiên, 2.575 người của xã Mỹ Lộc vào thị trấn Cần Giuộc.
2. Nhập toàn bộ 2,66 km2 diện tích tự nhiên, 3.655 người của xã Trường Bình sau khi điều chỉnh địa giới đơn vị hành chính vào xã Mỹ Lộc.

Huyện Tân Trụ
1. Thành lập xã Tân Bình trên cơ sở nhập toàn bộ 6,58 km2 diện tích tự nhiên, 4.028 người của xã Mỹ Bình và toàn bộ 10,14 km2 diện tích tự nhiên, 5.954 người của xã An Nhựt Tân.

Huyện Thủ Thừa
1. Thành lập xã Tân Long trên cơ sở nhập toàn bộ 38,15 km2 diện tích tự nhiên, 837 người của xã Tân Lập và toàn bộ 43,28 km2 diện tích tự nhiên, 818 người của xã Long Thành.

Huyện Mộc Hóa
1. Thành lập thị trấn Bình Phong Thạnh trên cơ sở toàn bộ 46,25 km2 diện tích tự nhiên và 8.486 người của xã Bình Phong Thạnh.

### Ngày 24 tháng 10 năm 2024
- Nghị quyết số 1244/NQ-UBTVQH15[23] ngày 24 tháng 10 năm 2024 của Ủy ban Thường vụ Quốc hội khóa XV về việc sắp xếp đơn vị hành chính cấp xã của tỉnh Long An giai đoạn 2023-2025:

Thành phố Tân An
1. Nhập toàn bộ diện tích tự nhiên là 1,39 km2, quy mô dân số là 17.093 người của Phường 2 vào Phường 1.

Huyện Bến Lức
1. Điều chỉnh một phần diện tích tự nhiên là 8,18 km2, quy mô dân số là 303 người của xã Tân Hòa để nhập vào xã Lương Hòa.
2. Điều chỉnh một phần diện tích tự nhiên là 4,19 km2, quy mô dân số là 396 người của xã Tân Hòa để nhập vào xã Tân Bửu.
3. Nhập toàn bộ diện tích tự nhiên là 2,70 km2, quy mô dân số là 1.011 người của xã Tân Hòa sau khi điều chỉnh vào xã An Thạnh.

### Ngày 12 tháng 6 năm 2025
- Nghị quyết số 202/2025/QH15[24] ngày 12 tháng 6 năm 2025 của Quốc hội khóa XV về việc sắp xếp đơn vị hành chính cấp tỉnh:

Tỉnh Long An, tỉnh Tây Ninh
1. Sắp xếp toàn bộ diện tích tự nhiên, quy mô dân số của tỉnh Long An và tỉnh Tây Ninh thành tỉnh mới có tên gọi là tỉnh Tây Ninh.

Như vậy, tính đến ngày 12 tháng 6 năm 2025, tỉnh Long An có có 15 đơn vị hành chính cấp huyện, gồm 13 huyện, 1 thị xã và 1 thành phố; 186 đơn vị hành chính cấp xã, gồm 160 xã, 11 phường và 15 thị trấn.